# Gakushū kanji

Liste des jōyō kanji classé selon le système d'indexation du KKLD, les gakushū kanjis sont coloriés selon leur niveau d'apprentissage.

Les gakushū kanji (学習漢字, « kanji d'étude »), anciennement kyōiku kanji (教育漢字, littéralement « kanji de formation »), parfois appelés Gakunenbetsu kanji haitōhyō (学年別漢字配当表, littéralement « liste des kanji par niveau scolaire ») sont une liste de 1 026 kanjis développée et gérée par le ministère de l'Éducation japonais, qui prescrit quels kanjis les écoliers japonais doivent apprendre à chaque année de l'école primaire.
Les gakushū kanji font partie d'une liste plus complète de kanji, appelée jōyō kanji, qui couvre l'ensemble des kanjis d'usage général dans les documents officiels et la presse.

## Historique
Le système d'écriture japonais combinant plusieurs types de caractères est largement discuté à partir du XIXe siècle. Poussé vers la simplification, mais sans grand engouement pour l'une ou l'autre des solutions possibles (passage à l'usage des kanas uniquement, romanisation totale, simplification des kanjis), il faut attendre 1900 pour que le Monbushō, le ministère de l'éducation japonais, mette en place une réforme qui limite alors le nombre de kanjis à apprendre à l'école à 1200.
| Année d'entrée en vigueur | Nombre total de kanjis |
| ------------------------- | ---------------------- |
| 1948                      | 665/881                |
| 1958-1968                 | 881                    |
| 1977                      | 996                    |
| 1989-1992                 | 1006                   |

À l'issue de la Seconde Guerre mondiale, une coalition entre le mouvement réformiste et l'occupant américain impose une réforme de la langue japonaise afin d'infléchir le nationalisme japonais, et ouvrir le pays à un système démocratique. Pour ce faire, ils font publier en 1946 une première liste limitée à 1850 des kanji usuels, puis en 1948 la première liste des kyōiku kanji () indiquant les 665 kanjis à connaître à l'issue du cycle scolaire primaire, puis les 115 kanjis supplémentaires à connaître à l'issue du secondaire, portant à 880 les kanjis dont l'enseignement est obligatoire sur les neuf années du cursus scolaire japonais.
Si cette réforme permit d'aboutir à une meilleure fixation des règles d'écriture et une plus grande standardisation à l'échelle nationale de l'apprentissage du japonais, elle n'a jamais donné le résultat escompté à l'origine de faire disparaître les kanjis. Au cours des décennies qui ont suivi, la liste a beaucoup évolué, vers l'ajout de kanjis plutôt que la réduction de la liste ; la séparation des kanjis en listes par année scolaire en 1958 a été aussi un changement majeur dans la démarche d'apprentissage. En 1977, le nom de la liste est changé, passant de kyōiku kanji à gakushū kanji. Mais, en dépit de ce changement de nom, la liste est encore appelée kyōiku kanji dans certains manuels d'apprentissage des kanjis, par exemple pour la préparation du JLPT.
|           | 1re année | 2e année | 3e année | 4e année | 5e année | 6e année |
| --------- | --------- | -------- | -------- | -------- | -------- | -------- |
| 1948      | 665/881   | 665/881  | 665/881  | 665/881  | 665/881  | 665/881  |
| 1958-1968 | 46        | 105      | 187      | 205      | 194      | 144      |
| 1977      | 76        | 145      | 195      | 195      | 195      | 190      |
| 1989-1992 | 80        | 160      | 200      | 200      | 185      | 181      |

La liste officielle publiée par le ministère de l'éducation japonaise comprend, en 2018, 1006 kanjis. Les listes, des jōyō comme des gakushū kanjis sont plutôt stables et ne voient des changements qu'assez rarement, ainsi, en 2009 a été annoncée la première modification des jōyō kanjis depuis 1981, mise en œuvre le 30 novembre 2010,,.

## Première année (80 kanjis)
一　二　三　四　五　六　七　八　九　十　百　千　上　下　左　右　中　大　小　月　日　年　早　木　林 森　山　川　土　空　田 天 生 花 草 虫 犬　人　名　女　男　子　目 耳　口　手　足　見　音　力　気　円　入　出　立　休　先　夕　本　文　字　
学　校　村　町　正　
水　火　玉　王　石　竹　
糸　貝　車　金　雨　赤　
青　白

## Deuxième année (160 kanjis)
万　丸　交　京　今　会　
体　何　作　元　兄　光　
公　内　冬　刀　分　切　
前　北　午　半　南　原　
友　古　台　合　同　回　
図　国　園　地　場　声　
売　夏　外　多　夜　太　
妹　姉　室　家　寺　少　
岩　工　市　帰　広　店　
弓　引　弟　弱　強　当　
形　後　心　思　戸　才　
教　数　新　方　明　星　
春　昼　時　晴　曜　書　
朝　来　東　楽　歌　止　
歩　母　毎　毛　池　汽　
活　海　点　父　牛　理　
用　画　番　直　矢　知　
社　秋　科　答　算　米　
紙　細　組　絵　線　羽　
考　聞　肉　自　船　色　
茶　行　西　親　角　言　
計　記　話　語　読　谷　
買　走　近　通　週　道　
遠　里　野　長　門　間　
雪　雲　電　頭　顔　風　
食　首　馬　高　魚　鳥　
鳴　麦　黄　黒

## Troisième année (200 kanjis)
丁 世 両 主 乗 予 事 仕 他 代 住 使 係 倍 全 具 写 列 助 勉 動 勝 化 区
医 去 反 取 受 号 向 君 味 命 和 品 員 商 問 坂 央 始 委 守 安 定 実 客 宮 宿 寒 対 局 屋 岸 島 州 帳 平 幸 度 庫 庭 式 役 待 急 息 悪 悲 想 意 感 所 打 投 拾 持 指 放 整 旅 族 昔 昭 暑 暗 曲 有 服 期 板 柱 根 植 業 様 横 橋 次 歯 死 氷 決 油 波 注 泳 洋 流 消 深 温 港 湖 湯 漢 炭 物 球 由 申 界 畑 病 発 登 皮 皿 相 県 真 着 短 研 礼 神 祭 福 秒 究 章 童 笛 第 筆 等 箱 級 終 緑 練 羊 美 習 者 育 苦 荷 落 葉 薬 血 表 詩 調 談 豆 負 起 路 身 転 軽 農 返 追 送 速 進 遊 運 部 都 配 酒 重 鉄 銀 開 院 陽 階 集 面 題 飲 館 駅 鼻

## Quatrième année (202 kanjis)
愛 案 以 衣 位 茨 印 英 栄 媛 塩 岡 億 加 果 貨 課 芽 賀 改 械 害 街 各 覚 潟 完 官 管 関 観 願 岐 希 季 旗 器 機 議 求 泣 給 挙 漁 共 協 鏡 競 極 熊 訓 軍 郡 群 径 景 芸 欠 結 建 健 験 固 功 好 香 候 康 佐 差 菜 最 埼 材 崎 昨 札 刷 察 参 産 散 残 氏 司 試 児 治 滋 辞 鹿 失 借 種 周 祝 順 初 松 笑 唱 焼 照 城 縄 臣 信 井 成 省 清 静 席 積 折 節 説 浅 戦 選 然 争 倉 巣 束 側 続 卒 孫 帯 隊 達 単 置 仲 沖 兆 低 底 的 典 伝 徒 努 灯 働 特 徳 栃 奈 梨 熱 念 敗 梅 博 阪 飯 飛 必 票 標 不 夫 付 府 阜 富 副 兵 別 辺 変 便 包 法 望 牧 末 満 未 民 無 約 勇 要 養 浴 利 陸 良 料 量 輪 類 令 冷 例 連 老 労 録

## Cinquième année (193 kanjis)
圧 囲 移 因 永 営 衛 易 益 液 演 応 往 桜 可 仮 価 河 過 快 解 格 確 額 刊 幹 慣 眼 紀 基 寄 規 喜 技 義 逆 久 旧 救 居 許 境 均 禁 句 型 経 潔 件 険 検 限 現 減 故 個 護 効 厚 耕 航 鉱 構 興 講 告 混 査 再 災 妻 採 際 在 財 罪 殺 雑 酸 賛 士 支 史 志 枝 師 資 飼 示 似 識 質 舎 謝 授 修 述 術 準 序 招 証 象 賞 条 状 常 情 織 職 制 性 政 勢 精 製 税 責 績 接 設 絶 祖 素 総 造 像 増 則 測 属 率 損 貸 態 団 断 築 貯 張 停 提 程 適 統 堂 銅 導 得 毒 独 任 燃 能 破 犯 判 版 比 肥 非 費 備 評 貧 布 婦 武 復 複 仏 粉 編 弁 保 墓 報 豊 防 貿 暴 脈 務 夢 迷 綿 輸 余 容 略 留 領 歴

## Sixième année (191 kanjis)
胃 異 遺 域 宇 映 延 沿 恩 我 灰 拡 革 閣 割 株 干 巻 看 簡 危 机 揮 貴 疑 吸 供 胸 郷 勤 筋 系 敬 警 劇 激 穴 券 絹 権 憲 源 厳 己 呼 誤 后 孝 皇 紅 降 鋼 刻 穀 骨 困 砂 座 済 裁 策 冊 蚕 至 私 姿 視 詞 誌 磁 射 捨 尺 若 樹 収 宗 就 衆 従 縦 縮 熟 純 処 署 諸 除 承 将 傷 障 蒸 針 仁 垂 推 寸 盛 聖 誠 舌 宣 専 泉 洗 染 銭 善 奏 窓 創 装 層 操 蔵 臓 存 尊 退 宅 担 探 誕 段 暖 値 宙 忠 著 庁 頂 腸 潮 賃 痛 敵 展 討 党 糖 届 難 乳 認 納 脳 派 拝 背 肺 俳 班 晩 否 批 秘 俵 腹 奮 並 陛 閉 片 補 暮 宝 訪 亡 忘 棒 枚 幕 密 盟 模 訳 郵 優 預 幼 欲 翌 乱 卵 覧 裏 律 臨 朗 論